# Marie Louis Joseph Vauchez
 (mars 2024).
Si vous disposez d'ouvrages ou d'articles de référence ou si vous connaissez des sites web de qualité traitant du thème abordé ici, merci de compléter l'article en donnant les références utiles à sa vérifiabilité et en les liant à la section « Notes et références ».
Marie, Louis, Joseph Vauchez est un militaire français, né le 25 novembre 1865 à Clairvaux (Jura) et décédé le 3 septembre 1903 des suites de ses blessures reçues au combat d'El-Moungar en Algérie.

## Biographie
Il s'engage le 26 octobre 1885 au 21e Régiment d'Infanterie de Ligne. Élève de l'École spéciale militaire de Lons-le-Saunier, il en sort sous-lieutenant le 1er octobre 1887. Il est nommé capitaine le 30 décembre 1896.
Muté à la Légion étrangère, il effectue une première campagne en Algérie de février à août 1900. Il sert ensuite au Tonkin d'août 1900 à janvier 1902. Il revient alors en Algérie pour être affecté aux compagnies montées.
Au combat d'El-Moungar, alors qu'il commande la 22e compagnie montée du 2e régiment étranger, il est blessé par trois fois (abdomen, dos, nuque). Il décède des suites de ses blessures le 3 septembre 1903 vers 12h30.
Il est tout d'abord inhumé à Taghit en Algérie puis enterré à Clairvaux (France).